# Rue Baron-Le-Roy
Rue Baron-Le-Roy je ulice v Paříži. Nachází se ve 12. obvodu.

## Poloha
Ulice vede od Place Lachambeaudie a končí na křižovatce s Avenue des Terroirs-de-France.

## Historie
Ulice vznikla v rámci rozsáhlé přestavby a modernizace čtvrti Bercy pod provizorním označením BN/12. Později získala oficiální název Rue Neuve-de-la-Garonne. Městskou vyhláškou z 11. února 1993 získala název Rue Baron-Le-Roy. Pierre Le Roy de Boiseaumarié (1890–1967), přezdívaný baron Le Roy, byl francouzský vinař a tvůrce francouzského systému AOC.

## Významné stavby
- Kostel Notre-Dame-de-la-Nativité de Bercy
- Gare de La Rapée
- Musée des Arts forains